# Roigiella lignicola
Roigiella lignicola är en svampart som beskrevs av R.F. Castañeda 1984. Roigiella lignicola ingår i släktet Roigiella, divisionen sporsäcksvampar och riket svampar.   Inga underarter finns listade i Catalogue of Life.